# Lotto-Belisol Ladies/2013
Deze pagina geeft een overzicht van Lotto-Belisol Ladies in 2013.

## Rensters
| Naam               | Geboortedatum | Nationaliteit       | Ploeg 2012                   |
| ------------------ | ------------- | ------------------- | ---------------------------- |
| Marijn De Vries    | 19-11-1978    | Nederland           | AA Drink-Leontien.nl         |
| Jolien D'Hoore     | 14-03-1990    | België              | Topsport Vlaanderen - Ridley |
| Ann-Sophie Duyck   | 23-07-1987    | België              |                              |
| Kaat Hannes        | 21-11-1991    | België              |                              |
| Sharon Laws        | 07-07-1974    | Verenigd Koninkrijk | AA Drink-Leontien.nl         |
| Steffi Lodewijks   | 22-05-1993    | België              | Neo                          |
| Ellah Michal       | 24-07-1987    | Israël              | S.C. Michela Fanini - Rox    |
| Ashleigh Moolman   | 09-12-1985    | Zuid-Afrika         |                              |
| Marion Rousse      | 17-08-1991    | Frankrijk           | Vienne Futuroscope           |
| Kim Schoonbaert    | 02-03-1986    | België              |                              |
| Carlee Taylor      | 15-02-1989    | Australië           | Vienne Futuroscope           |
| Celine Van Severen | 17-09-1993    | België              | Sengers Ladies Cycling Team  |

## Overwinningen
Nationale kampioenschappen wielrennen
Zuid-Afrika Ashleigh Moolman
Zuid-Afrika tijdrit Ashleigh Moolman
Opoeteren
Ann-Sophie Duyck
Dwars door de Westhoek
Jolien D'Hoore
Hills Classic
Ashleigh Moolman
Puivelde
Jolien D'Hoore
De Klinge
Jolien D'Hoore
Borlo
Ann-Sophie Duyck

### Piste
GP of Poland
Puntenkoers: Jolien D'Hoore
Aigle
Scratch: Jolien D'Hoore
Achtervolging; Jolien D'Hoore
2006 · 2007 · 2008 · 2009 · 2010 · 2011 · 2012 · 2013 · 2014 · 2015 · 2016 · 2017 · 2018 · 2019 · 2020 · 2021 · 2022 · 2023 · 2024